# Żółwiak szanghajski
Żółwiak szanghajski (Rafetus swinhoei), określany też nazwą żółwia Jangcy – gatunek dużego żółwia z rodziny żółwiakowatych (Trionychidae). Jeden z najbardziej zagrożonych wyginięciem żółwi – znajduje się na opracowanej przez Stowarzyszenie na rzecz Przetrwania Żółwi (The Turtle Survival Alliance) liście 25 najbardziej zagrożonych żółwi świata.

## Występowanie
Południowe Chiny i północny Wietnam. W 2008 roku potwierdzono istnienie czterech osobników (trzy samce i jedna samica). W 2004 było 6 osobników.

## Opis
Duży żółw osiągający do 109 cm długości i 120–140 kg masy ciała.

## Zagrożenia
Żółwiak szanghajski był odławiany dla smacznego mięsa, karapaks i kości wykorzystywano w medycynie ludowej. Przypuszczalnie żywe okazy były sprzedawane w celach handlowo-hobbystycznych. Jedyne potwierdzone miejsce jego występowania jest silnie zanieczyszczone.

## Ochrona
Po odnalezieniu w 2008 jedynej żyjącej samicy żółwiaka szanghajskiego, nazwanej China Girl, podjęto próbę skojarzenia jej z jednym z samców. Po śmierci w styczniu 2016 samca żyjącego w jeziorze Hoan Kiem w centrum Hanoi, według naukowców z The Turtle Survival Alliance pozostały przy życiu 3 osobniki – para w ogrodzie zoologicznym w Suzhou w Chinach oraz jeden osobnik w objętym ochroną jeziorze w Wietnamie. W kwietniu 2019 zmarła ostatnia samica przetrzymywana w ogrodzie zoologicznym w Suzhou, a gatunek został uznany za niezdolny do dalszego wydawania potomstwa. W październiku 2020 odnaleziono dziką samicę w jeziorze Dong Mo w Wietnamie, co daje szansę na uratowanie gatunku. Ponadto podejrzewa się, iż w tym samym jeziorze widziano samca. Odłów zaplanowano na wiosnę 2021.